# Liste der Steinkreuze im Landkreis Ansbach
Diese sortierbare Liste enthält Steinkreuze (Sühnekreuze, Kreuzsteine, Schwedenkreuze etc.) des mittelfränkischen Landkreises Ansbach in Bayern. Die Liste ist möglicherweise unvollständig.

## Liste bekannter Steinkreuze
| Bild           | Objekt                                | Kurzbeschreibung | Material  | Abmessungen Höhe:Breite:Dicke | Entstehung                     | BLfD-Referenz  | Gemeinde/Stadt                                | Koordinaten                  | Bemerkung                                         |
| -------------- | ------------------------------------- | --- | --------- | ----------------------------- | ------------------------------ | -------------- | --------------------------------------------- | ---------------------------- | ------------------------------------------------- |
|                | Steinkreuz bei Gickelhausen           | Steinkreuz. siehe auch: Sühnekreuze.de                                                                               | ?         | ?                             | Spätmittelalterlich            | D-5-71-111-6   | Adelshofen / Gickelhausen                     | 49° 27′ 53″ N, 10° 10′ 21″ O |                                                   |
| weitere Bilder | Steinkreuz in Neustett                | Steinkreuz. siehe auch: Sühnekreuze.de                                                                               | Sandstein | ?                             | Spätmittelalterlich            | D-5-71-111-22  | Adelshofen / Neustett                         | 49° 27′ 28″ N, 10° 8′ 4″ O   |                                                   |
|                | Steinkreuz in Ansbach                 | Steinkreuz, Arm des Kreuzes stark beschädigt und rund abgeschliffen. siehe auch: Sühnekreuze.de                      | Sandstein | 46:78:20                      | Mittelalterlich                | D-5-61-000-571 | Ansbach / -                                   | 49° 17′ 52″ N, 10° 35′ 45″ O |                                                   |
|                | Steinkreuz bei Dombach im Loch        | Steinkreuz, Vertiefungen in Näpfchenform. siehe auch: Sühnekreuze.de                                                 | Sandstein | 75:68:22                      | Mittelalterlich                | D-5-61-000-565 | Ansbach / Dombach im Loch                     | 49° 16′ 56″ N, 10° 32′ 26″ O |                                                   |
|                | Steinkreuz in Arberg                  | Steinkreuz. siehe auch: Sühnekreuze.de                                                                               | ?         | ?                             | ?                              | -              | Arberg / -                                    | 49° 8′ 50″ N, 10° 37′ 3″ O   |                                                   |
|                | Steinkreuz bei Großlellenfeld         | Steinkreuz. siehe auch: Sühnekreuze.de                                                                               | Sandstein | ?                             | Spätmittelalterlich            | D-5-71-113-35  | Arberg / Großlellenfeld                       | 49° 6′ 39″ N, 10° 37′ 51″ O  |                                                   |
|                | Steinkreuz in Aurach (1)              | Steinkreuz siehe auch: Sühnekreuze.de                                                                                | ?         | ?                             | ?                              | -              | Aurach / -                                    | 49° 14′ 39″ N, 10° 24′ 59″ O | unklar ob noch vorhanden.                         |
|                | Steinkreuz in Aurach (2)              | Steinkreuz. siehe auch: Sühnekreuze.de                                                                               | ?         | ?                             | ?                              | -              | Aurach / -                                    | 49° 14′ 39″ N, 10° 24′ 59″ O | unklar ob noch vorhanden.                         |
|                | Steinkreuz in Aurach (3)              | Steinkreuz. siehe auch: Sühnekreuze.de                                                                               | ?         | ?                             | ?                              | -              | Aurach / -                                    | 49° 14′ 39″ N, 10° 24′ 59″ O | unklar ob noch vorhanden.                         |
|                | Steinkreuz in Aurach (4)              | Steinkreuz. siehe auch: Sühnekreuze.de                                                                               | ?         | ?                             | ?                              | -              | Aurach / -                                    | 49° 14′ 39″ N, 10° 24′ 59″ O | unklar ob noch vorhanden.                         |
|                | Steinkreuz in Aurach (5)              | Steinkreuz. siehe auch: Sühnekreuze.de                                                                               | ?         | ?                             | ?                              | -              | Aurach / -                                    | 49° 14′ 39″ N, 10° 24′ 59″ O | unklar ob noch vorhanden.                         |
|                | Steinkreuz in Elbleinsmühle           | Steinkreuz. siehe auch: Sühnekreuze.de                                                                               | Sandstein | ?                             | Mittelalterlich                | D-5-71-114-37  | Aurach / Elbleinsmühle                        | 49° 13′ 8″ N, 10° 23′ 33″ O  |                                                   |
|                | Steinkreuz bei Gimpertshausen         | Steinkreuz, kaum mehr in seiner Kreuzform erkennbar. siehe auch: Sühnekreuze.de                                      | Sandstein | 61:46:23                      | ?                              | -              | Aurach / Gimpertshausen                       | 49° 13′ 42″ N, 10° 23′ 40″ O |                                                   |
|                | Steinkreuz bei Weinberg (1)           | Steinkreuz, Schwedenkreuz. siehe auch: Sühnekreuze.de                                                                | ?         | ?                             | ?                              | D-5-71-114-32  | Aurach / Weinberg                             | 49° 14′ 16″ N, 10° 21′ 45″ O |                                                   |
|                | Steinkreuz bei Weinberg (2)           | Steinkreuz. siehe auch: Sühnekreuze.de                                                                               | Sandstein | ?                             | Mittelalterlich                | D-5-71-114-33  | Aurach / Weinberg                             | 49° 14′ 2″ N, 10° 21′ 18″ O  |                                                   |
|                | Steinkreuz bei Weinberg (3)           | Steinkreuz. siehe auch: Sühnekreuze.de                                                                               | ?         | ?                             | ?                              | -              | Aurach / Weinberg                             | 49° 14′ 2″ N, 10° 21′ 36″ O  | unklar ob noch vorhanden.                         |
|                | Steinkreuz in Weinberg                | Steinkreuz. siehe auch: Sühnekreuze.de                                                                               | Sandstein | ?                             | Mittelalterlich                | D-5-71-114-30  | Aurach / Weinberg                             | 49° 14′ 2″ N, 10° 21′ 36″ O  |                                                   |
|                | Steinkreuz in Großenried              | Steinkreuz. siehe auch: Sühnekreuze.de                                                                               | Sandstein | ?                             | Mittelalterlich                | D-5-71-115-31  | Bechhofen / Großenried                        | 49° 11′ 18″ N, 10° 34′ 33″ O |                                                   |
|                | Steinkreuz bei Heinersdorf            | Steinkreuz. siehe auch: Sühnekreuze.de                                                                               | ?         | ?                             | Spätmittelalterlich            | D-5-71-115-38  | Bechhofen / Heinersdorf                       | 49° 9′ 15″ N, 10° 34′ 0″ O   |                                                   |
| weitere Bilder | Steinkreuz in Hagenau (1)             | Steinkreuz Kopf und Arme sind deutlich gerundet. siehe auch: Sühnekreuze.de                                          | Sandstein | 79:84:22                      | Spätmittelalterlich            | D-5-71-125-17  | Buch am Wald / Hagenau                        | 49° 19′ 1″ N, 10° 19′ 17″ O  |                                                   |
| weitere Bilder | Steinkreuz in Hagenau (2)             | Steinkreuz, Kopf sowie ein Arm abgeschlagen. siehe auch: Sühnekreuze.de                                              | Sandstein | 109:63:23                     | Spätmittelalterlich            | D-5-71-125-17  | Buch am Wald / Hagenau                        | 49° 19′ 4″ N, 10° 19′ 18″ O  |                                                   |
|                | Steinkreuz bei Burgoberbach           | Steinkreuz. siehe auch: Sühnekreuze.de                                                                               | ?         | ?                             | Mittelalterlich                | D-5-71-127-10  | Burgoberbach / -                              | 49° 13′ 53″ N, 10° 35′ 33″ O | Ehemaliges Baudenkmal                             |
|                | Kreuzstein in Burk                    | Kreuzstein. siehe auch: Sühnekreuze.de                                                                               | ?         | ?                             | ?                              | -              | Burk / -                                      | 49° 7′ 58″ N, 10° 28′ 48″ O  |                                                   |
| weitere Bilder | Steinkreuz östlich von Burk           | Steinkreuz, ein Arm abgeschlagen, Einritzungen im Kreuzungsfeld. siehe auch: Sühnekreuze.de                          | Sandstein | 110:40:25                     | Spätmittelalterlich            | D-5-71-128-5   | Burk / -                                      | 49° 8′ 0″ N, 10° 29′ 33″ O   |                                                   |
| weitere Bilder | Pfarrkreuz in Burk                    | Steinkreuz, sogenanntes Pfarrkreuz, auch Steinschräuflein genannt. siehe auch: Sühnekreuze.de                        | Sandstein | 135:86:25                     | 16. Jahrhundert                | D-5-71-128-4   | Burk / -                                      | 49° 7′ 45″ N, 10° 28′ 40″ O  |                                                   |
|                | Steinkreuz in Burk (2)                | Steinkreuz. siehe auch: Sühnekreuze.de                                                                               | ?         | ?                             | ?                              | -              | Burk / -                                      | 49° 7′ 58″ N, 10° 28′ 48″ O  |                                                   |
|                | Steinkreuz in Burk (3)                | Steinkreuz. siehe auch: Sühnekreuze.de                                                                               | ?         | ?                             | ?                              | -              | Burk / -                                      | 49° 7′ 58″ N, 10° 28′ 48″ O  |                                                   |
| weitere Bilder | Unfallkreuz östlich von Burk          | Modernes Unfallkreuz mit Inschrift. siehe auch: Sühnekreuze.de                                                       | 85:50:25  | Kalkstein                     | nach 1930                      | -              | Burk / -                                      | 49° 8′ 7″ N, 10° 30′ 33″ O   |                                                   |
|                | Kreuzstein bei Oberkönigshofen        | Kreuzstein, stark verwittert. siehe auch: Sühnekreuze.de                                                             | Sandstein | 90:50:23                      | 17. Jahrhundert                | D-5-71-128-6   | Burk / Oberkönigshofen                        | 49° 8′ 7″ N, 10° 30′ 40″ O   |                                                   |
|                | Steinkreuz in Meuchlein               | Steinkreuz, bis zu den Armen im Boden eingesunken. siehe auch: Sühnekreuze.de                                        | Sandstein | 73:101:20                     | Spätmittelalterlich            | D-5-71-130-38  | Colmberg / Meuchlein                          | 49° 20′ 31″ N, 10° 23′ 57″ O |                                                   |
|                | Steinkreuz in Poppenbach (1)          | Steinkreuz. siehe auch: Sühnekreuze.de                                                                               | ?         | ?                             | 1543                           | D-5-71-130-46  | Colmberg / Poppenbach                         | 49° 24′ 10″ N, 10° 22′ 19″ O |                                                   |
|                | Steinkreuz in Poppenbach (2)          | Steinkreuz. siehe auch: Sühnekreuze.de                                                                               | ?         | ?                             | Mittelalterlich                | D-5-71-130-47  | Colmberg / Poppenbach                         | 49° 24′ 13″ N, 10° 22′ 43″ O |                                                   |
|                | Schwedenkreuz bei Unterhegenau        | Kleines Steinkreuz, wohl versetzt.                                                                                   | Sandstein | 70:?:?                        | wohl 17. Jahrhundert           | -              | Colmberg / Unterhegenau                       | 49° 22′ 49″ N, 10° 24′ 39″ O |                                                   |
|                | Sühnestein in Fetschendorf            | Sühnestein mit Inschrift. siehe auch: Sühnekreuze.de                                                                 | Sandstein | ?                             | 1850                           | D-5-71-132-10  | Dentlein a.Forst / Fetschendorf               | 49° 9′ 13″ N, 10° 26′ 16″ O  |                                                   |
|                | Steinkreuz in Dentlein am Forst       | Steinkreuz. siehe auch: Sühnekreuze.de                                                                               | Sandstein | ?                             | Mittelalterlich                | D-5-71-132-5   | Dentlein am Forst / -                         | 49° 8′ 51″ N, 10° 25′ 28″ O  |                                                   |
|                | Steinkreuz in Oberoestheim            | Steinkreuz, 2019 versetzt.                                                                                           | Sandstein | ?                             | 1680                           |                | Diebach / Oberoestheim                        | 49° 17′ 0″ N, 10° 12′ 20″ O  |                                                   |
|                | Knoblauchkreuz                        | Steinkreuz, Replikat. siehe auch: suehnekreuz.de                                                                     | Kalkstein | 48:43:20                      | 16. Jahrhundert / 2019         |                | Diebach / Unteroestheim                       | 49° 17′ 17″ N, 10° 12′ 5″ O  |                                                   |
|                | Steinkreuz in Adelmannsdorf           | Steinkreuz. siehe auch: Sühnekreuze.de                                                                               | ?         | ?                             | Mittelalterlich                | D-5-71-135-21  | Dietenhofen / Adelmannsdorf                   | 49° 23′ 16″ N, 10° 38′ 35″ O |                                                   |
| weitere Bilder | Steinkreuz in Dinkelsbühl (1)         | Steinkreuz. siehe auch: Sühnekreuze.de                                                                               | ?         | ?                             | Spätmittelalterlich            | D-5-71-136-71  | Dinkelsbühl / -                               | 49° 4′ 24″ N, 10° 19′ 51″ O  |                                                   |
| weitere Bilder | Steinkreuz in Dinkelsbühl (2)         | Steinkreuz, rechter Arm ist deutlich kleiner als der linke Arm. siehe auch: Sühnekreuze.de                           | Sandstein | 73:69:24                      | Spätmittelalterlich            | D-5-71-136-287 | Dinkelsbühl / -                               | 49° 4′ 25″ N, 10° 19′ 12″ O  |                                                   |
|                | Steinkreuz bei Neustädtlein           | Steinkreuz. siehe auch: Sühnekreuze.de                                                                               | Sandstein | 77:70:24                      | ?                              | -              | Dinkelsbühl / Neustädtlein                    | 49° 3′ 7″ N, 10° 20′ 23″ O   |                                                   |
|                | Steinkreuz bei Rain                   | Steinkreuz. siehe auch: Sühnekreuze.de                                                                               | Sandstein | 65:59:26                      | Spätmittelalterlich            | D-5-71-136-702 | Dinkelsbühl / Rain                            | 49° 3′ 57″ N, 10° 17′ 58″ O  |                                                   |
|                | Steinkreuz in Wolfertsbronn (1)       | Steinkreuz, großer Abschlag am Kopf, Armenden stark gerundet. siehe auch: Sühnekreuze.de                             | Sandstein | 57:57:26                      | Spätmittelalterlich            | D-5-71-136-732 | Dinkelsbühl / Wolfertsbronn                   | 49° 3′ 27″ N, 10° 16′ 10″ O  |                                                   |
|                | Steinkreuz in Wolfertsbronn (2)       | Steinkreuz, in den Armzwickeln dreieckige Segmentstützen, linker Arm mit großem Abschlag. siehe auch: Sühnekreuze.de | Sandstein | 76:77:26                      | Spätmittelalterlich            | D-5-71-136-732 | Dinkelsbühl / Wolfertsbronn                   | 49° 3′ 27″ N, 10° 16′ 10″ O  |                                                   |
|                | Steinkreuz bei Dombühl                | Steinkreuz, Kopf und Arme durch Abschläge beschädigt. siehe auch: Sühnekreuze.de                                     | Sandstein | 64:69:18                      | Spätmittelalterlich            | D-5-71-137-3   | Dombühl / -                                   | 49° 14′ 27″ N, 10° 17′ 19″ O |                                                   |
|                | Steinkreuz bei Halsbach               | Steinkreuz. siehe auch: Sühnekreuze.de                                                                               | Sandstein | ?                             | Spätmittelalterlich            | D-5-71-139-23  | Dürrwangen / Halsbach                         | 49° 5′ 35″ N, 10° 23′ 35″ O  |                                                   |
|                | Steinkreuz bei Halsbach (1)           | Steinkreuz. | Sandstein | ?                             | Spätmittelalterlich            | D-5-71-139-24  | Dürrwangen / Halsbach                         | 49° 5′ 35″ N, 10° 23′ 34″ O  |                                                   |
|                | Steinkreuz bei Halsbach (2)           | Steinkreuz. | Sandstein | ?                             | Spätmittelalterlich            | D-5-71-139-24  | Dürrwangen / Halsbach                         | 49° 5′ 35″ N, 10° 23′ 34″ O  |                                                   |
|                | Steinkreuz bei Halsbach (3)           | Steinkreuz. | Sandstein | ?                             | Spätmittelalterlich            | D-5-71-139-24  | Dürrwangen / Halsbach                         | 49° 5′ 35″ N, 10° 23′ 34″ O  |                                                   |
|                | Steinkreuz bei Halsbach (4)           | Steinkreuz, lateinische Kreuzform mit Segmentstützen. siehe auch: Sühnekreuze.de                                     | Sandstein | ?                             | ?                              | -              | Dürrwangen / Halsbach                         | 49° 5′ 26″ N, 10° 23′ 8″ O   |                                                   |
|                | Steinkreuz bei Halsbach (5)           | Steinkreuz. siehe auch: Sühnekreuze.de                                                                               | Sandstein | ?                             | ?                              | -              | Dürrwangen / Halsbach                         | 49° 5′ 26″ N, 10° 23′ 8″ O   |                                                   |
|                | Steinkreuz bei Halsbach (6)           | Steinkreuz, Rest. siehe auch: Sühnekreuze.de                                                                         | ?         | ?                             | ?                              | -              | Dürrwangen / Halsbach                         | 49° 5′ 26″ N, 10° 23′ 8″ O   |                                                   |
|                | Steinkreuz bei Bieberbach             | Steinkreuz. siehe auch: Sühnekreuze.de                                                                               | ?         | ?                             | Spätmittelalterlich            | D-5-71-145-124 | Feuchtwangen / Bieberbach                     | 49° 11′ 35″ N, 10° 17′ 59″ O |                                                   |
|                | Steinkreuz bei Gehrenberg             | Steinkreuz, Bohrung im Kreuzungsfeld. siehe auch: Sühnekreuze.de                                                     | ?         | ?                             | Mittelalterlich                | D-5-71-145-132 | Feuchtwangen / Gehrenberg                     | 49° 12′ 31″ N, 10° 16′ 47″ O |                                                   |
|                | Steinkreuz bei Koppenschallbach       | Steinkreuz. siehe auch: Sühnekreuze.de                                                                               | ?         | ?                             | Mittelalterlich                | D-5-71-145-136 | Feuchtwangen / Koppenschallbach               | 49° 9′ 3″ N, 10° 21′ 7″ O    |                                                   |
|                | Steinkreuz bei Larrieden              | Steinkreuz, Schaft abgebrochen. siehe auch: Sühnekreuze.de                                                           | Sandstein | 70:70:19                      | ?                              | -              | Feuchtwangen / Larrieden                      | 49° 8′ 40″ N, 10° 16′ 22″ O  |                                                   |
|                | Steinkreuz in Larrieden               | Steinkreuz, lateinisch, Kanten und Ecken abgerundet. siehe auch: Sühnekreuze.de                                      | Sandstein | 75:72:25                      | Mittelalterlich                | D-5-71-145-144 | Feuchtwangen / Larrieden                      | 49° 8′ 22″ N, 10° 16′ 54″ O  |                                                   |
|                | Steinkreuz Unterhinterhof (1)         | Steinkreuz, Arme eingesunken. siehe auch: Sühnekreuze.de                                                             | Sandstein | 40:65:25                      | ?                              | -              | Feuchtwangen / Larrieden                      | 49° 7′ 11″ N, 10° 16′ 24″ O  |                                                   |
|                | Steinkreuz Unterhinterhof (2)         | Steinkreuz, Kopf fehlt. siehe auch: Sühnekreuze.de                                                                   | Sandstein | 66:88:25                      | ?                              | -              | Feuchtwangen / Larrieden                      | 49° 7′ 11″ N, 10° 16′ 24″ O  |                                                   |
|                | Steinkreuz bei Mosbach                | Steinkreuz. siehe auch: Sühnekreuze.de                                                                               | ?         | ?                             | ?                              | -              | Feuchtwangen / Mosbach                        | 49° 10′ 45″ N, 10° 16′ 1″ O  |                                                   |
|                | Steinkreuz bei Oberahorn              | Steinkreuz. | Sandstein | ?                             | Mittelalterlich                | D-5-71-145-152 | Feuchtwangen / Oberahorn                      | 49° 11′ 21″ N, 10° 23′ 5″ O  |                                                   |
|                | Steinkreuz in Oberahorn               | Steinkreuz. siehe auch: Sühnekreuze.de                                                                               | Sandstein | ?                             | ?                              | -              | Feuchtwangen / Oberahorn                      | 49° 10′ 43″ N, 10° 24′ 11″ O | Lage unklar                                       |
|                | Steinkreuz in Oberdallersbach         | Steinkreuz. siehe auch: Sühnekreuze.de                                                                               | Sandstein | ?                             | Mittelalterlich                | D-5-71-145-154 | Feuchtwangen / Oberdallersbach                | 49° 12′ 29″ N, 10° 19′ 46″ O |                                                   |
|                | Kreuzstein in Oberransbach            | Kreuzstein. siehe auch: Sühnekreuze.de                                                                               | Sandstein | ?                             | Mittelalterlich                | D-5-71-145-155 | Feuchtwangen / Oberransbach                   | 49° 11′ 19″ N, 10° 17′ 7″ O  |                                                   |
|                | Steinkreuz bei Reichenbach            | Steinkreuz. siehe auch: Sühnekreuze.de                                                                               | Sandstein | ?                             | Mittelalterlich                | D-5-71-145-161 | Feuchtwangen / Reichenbach                    | 49° 10′ 41″ N, 10° 15′ 7″ O  |                                                   |
|                | Steinkreuz in Rißmannschallbach       | Steinkreuz, eingerillt ein Rindenschäler. siehe auch: Sühnekreuze.de                                                 | Sandstein | ?                             | Mittelalterlich                | D-5-71-145-163 | Feuchtwangen / Rißmannschallbach              | 49° 10′ 51″ N, 10° 21′ 43″ O |                                                   |
|                | Steinkreuz bei Seiderzell             | Steinkreuz. siehe auch: Sühnekreuze.de                                                                               | ?         | ?                             | Mittelalterlich                | D-5-71-145-139 | Feuchtwangen / Seiderzell                     | 49° 9′ 33″ N, 10° 14′ 59″ O  |                                                   |
|                | Kreuzstein bei der Bonnenmühle        | Kreuzstein. siehe auch: Sühnekreuze.de                                                                               | ?         | ?                             | Spätmittelalterlich            | D-5-71-145-173 | Feuchtwangen / Vorderbreitenthann             | 49° 12′ 20″ N, 10° 20′ 48″ O |                                                   |
|                | Steinkreuz bei Weiler am See          | Steinkreuz. siehe auch: Sühnekreuze.de                                                                               | ?         | ?                             | Mittelalterlich                | D-5-71-145-176 | Feuchtwangen / Weiler am See                  | 49° 11′ 1″ N, 10° 18′ 54″ O  |                                                   |
|                | Steinkreuz bei Hainklingen            | Steinkreuz. siehe auch: Sühnekreuze.de                                                                               | Sandstein | 71:109:25                     | Mittelalterlich                | D-5-71-146-14  | Flachslanden / Hainklingen                    | 49° 25′ 41″ N, 10° 32′ 58″ O |                                                   |
|                | Pfarrer-Friedrich-Kreuz               | Steinkreuz, Oberteil des Kreuzes fehlt. siehe auch: Sühnekreuze.de                                                   | ?         | ?                             | wohl 1370                      | D-5-71-152-22  | Gebsattel / Kirnberg                          | 49° 20′ 52″ N, 10° 13′ 51″ O |                                                   |
|                | Steinkreuz in Aufkirchen              | Steinkreuz, abgelagert. siehe auch: Sühnekreuze.de                                                                   | Sandstein | 82:58:23                      | ?                              | -              | Gerolfingen / Aufkirchen                      | 49° 3′ 2″ N, 10° 30′ 28″ O   | Ehemals als Baudenkmal D-5-71-154-14 ausgewiesen. |
| weitere Bilder | Steinkreuz in Dornhausen              | Steinkreuz, abgebrochen. siehe auch: Sühnekreuze.de                                                                  | Sandstein | 92:69:22                      | Spätmittelalterlich            | D-5-71-155-10  | Geslau / Dornhausen                           | 49° 21′ 29″ N, 10° 21′ 14″ O |                                                   |
| weitere Bilder | Steinkreuz bei Gunzendorf             | Steinkreuz. siehe auch: Sühnekreuze.de                                                                               | Sandstein | ?                             | Mittelalterlich                | D-5-71-155-11  | Geslau / Gunzendorf                           | 49° 22′ 6″ N, 10° 16′ 36″ O  |                                                   |
|                | Steinkreuz bei Steinach               | Steinkreuz. siehe auch: Sühnekreuze.de                                                                               | Sandstein | ?                             | Mittelalterlich                | D-5-71-155-12  | Geslau / Gunzendorf                           | 49° 22′ 16″ N, 10° 16′ 37″ O |                                                   |
| weitere Bilder | Steinkreuz bei Hürbel                 | Steinkreuz, Arm ist abgeschlagen. siehe auch: Sühnekreuze.de                                                         | Sandstein | 120:58:22                     | Spätmittelalterlich            | D-5-71-155-14  | Geslau / Hürbel                               | 49° 20′ 59″ N, 10° 20′ 31″ O |                                                   |
|                | Steinkreuz bei Kreuth                 | Steinkreuz. siehe auch: Sühnekreuze.de                                                                               | Sandstein | ?                             | Mittelalterlich                | D-5-71-155-16  | Geslau / Kreuth                               | 49° 21′ 12″ N, 10° 20′ 15″ O |                                                   |
| weitere Bilder | Steinkreuz bei Lauterbach             | Steinkreuz. siehe auch: Sühnekreuze.de                                                                               | Sandstein | 95:83:27                      | Spätmittelalterlich            | D-5-71-155-18  | Geslau / Lauterbach                           | 49° 20′ 43″ N, 10° 19′ 31″ O |                                                   |
|                | Steinkreuz in Oberndorf               | Steinkreuz, wiederaufgestellt im Rahmen der Dorferneuerung.                                                          | Sandstein | 80:?:?                        | um 1700                        | -              | Geslau / Lauterbach                           | 49° 20′ 47″ N, 10° 17′ 45″ O |                                                   |
|                | Steinkreuz bei Seitendorf             | Steinkreuz. siehe auch: Sühnekreuze.de                                                                               | ?         | ?                             | ?                              | -              | Heilsbronn / Seitendorf                       | 49° 20′ 22″ N, 10° 51′ 6″ O  | Lage unklar                                       |
| weitere Bilder | Steinkreuz in Herrieden               | Steinkreuz. siehe auch: Sühnekreuze.de                                                                               | Sandstein | 76:67:24                      | Mittelalterlich                | D-5-71-166-65  | Herrieden / -                                 | 49° 14′ 6″ N, 10° 29′ 52″ O  |                                                   |
|                | Steinkreuz in Neunstetten (1)         | Steinkreuz, beide Arme fehlen. siehe auch: Sühnekreuze.de                                                            | Sandstein | 91:31:22                      | Mittelalterlich                | D-5-71-166-123 | Herrieden / Neunstetten                       | 49° 15′ 32″ N, 10° 27′ 38″ O |                                                   |
|                | Steinkreuz in Neunstetten (2)         | Steinkreuz, beschädigte, stark gerundete Arme. siehe auch: Sühnekreuze.de                                            | Sandstein | 117:68:32                     | Mittelalterlich                | D-5-71-166-123 | Herrieden / Neunstetten                       | 49° 15′ 32″ N, 10° 27′ 38″ O |                                                   |
|                | Steinkreuz in Neunstetten (3)         | Steinkreuz, ein Kreuzarm ist fast gänzlich abgeschlagen. siehe auch: Sühnekreuze.de                                  | Sandstein | 119:86:31                     | Mittelalterlich                | D-5-71-166-123 | Herrieden / Neunstetten                       | 49° 15′ 32″ N, 10° 27′ 38″ O |                                                   |
|                | Steinkreuz in Neunstetten (4)         | Steinkreuz, Arme sowie der Kopf beschädigt. siehe auch: Sühnekreuze.de                                               | Sandstein | 108:73:24                     | Mittelalterlich                | D-5-71-166-123 | Herrieden / Neunstetten                       | 49° 15′ 32″ N, 10° 27′ 38″ O |                                                   |
|                | Steinkreuz in Neunstetten (5)         | Steinkreuz, nur noch der Torso ohne Arme und ohne Kopf erhalten. siehe auch: Sühnekreuze.de                          | Sandstein | 105:21:22                     | Mittelalterlich                | D-5-71-166-123 | Herrieden / Neunstetten                       | 49° 15′ 32″ N, 10° 27′ 38″ O |                                                   |
|                | Steinkreuz in Neunstetten (6)         | Steinkreuz, fehlt ein Arm. siehe auch: Sühnekreuze.de                                                                | Sandstein | 93:48:28                      | Mittelalterlich                | D-5-71-166-123 | Herrieden / Neunstetten                       | 49° 15′ 32″ N, 10° 27′ 38″ O |                                                   |
|                | Steinkreuz bei Stadel                 | Steinkreuz, stark verwittert. siehe auch: Sühnekreuze.de                                                             | Sandstein | 65:44:28                      | 1387                           | -              | Herrieden / Stadel                            | 49° 12′ 29″ N, 10° 27′ 11″ O |                                                   |
|                | Steinkreuz in Dorfkemmathen           | Steinkreuz. siehe auch: Sühnekreuze.de                                                                               | ?         | ?                             | Spätmittelalterlich            | D-5-71-170-9   | Langfurth / Dorfkemmathen                     | 49° 4′ 54″ N, 10° 26′ 21″ O  |                                                   |
|                | Steinkreuz bei Stöckau                | Steinkreuz. siehe auch: Sühnekreuze.de                                                                               | ?         | ?                             | 16. Jahrhundert                | D-5-71-170-13  | Langfurth / Stöckau                           | 49° 6′ 29″ N, 10° 27′ 20″ O  |                                                   |
|                | Steinkreuz bei Hürbel am Rangen       | Steinkreuz, ein Arm des Kreuzes ist abgeschlagen. siehe auch: Sühnekreuze.de                                         | Sandstein | 71:43:19                      | Spätmittelalterlich            | D-5-71-171-41  | Lehrberg / Hürbel am Rangen                   | 49° 19′ 41″ N, 10° 29′ 3″ O  |                                                   |
|                | Marstallerkreuz                       | Steinkreuz, leichte Malteserform. siehe auch: Sühnekreuze.de                                                         | Sandstein | 83:89:21                      | Mittelalterlich                | D-5-71-174-67  | Leutershausen / -                             | 49° 17′ 52″ N, 10° 25′ 25″ O |                                                   |
|                | Steinkreuz bei Büchelberg             | Steinkreuz. siehe auch: Sühnekreuze.de                                                                               | ?         | ?                             | ?                              | -              | Leutershausen / Büchelberg                    | 49° 16′ 22″ N, 10° 23′ 39″ O | Lage unklar                                       |
|                | Steinkreuz bei Clonsbach              | Steinkreuz, verstümmelt. siehe auch: Sühnekreuze.de                                                                  | Sandstein | 64:56:25                      | ?                              | -              | Leutershausen / Clonsbach                     | 49° 18′ 27″ N, 10° 21′ 48″ O | Lage unklar                                       |
|                | Steinkreuz in Eichholz                | Steinkreuz, leichte Malteserform. siehe auch: Sühnekreuze.de                                                         | Sandstein | 81:80:20                      | Spätmittelalterlich            | D-5-71-174-78  | Leutershausen / Eichholz                      | 49° 15′ 9″ N, 10° 21′ 30″ O  |                                                   |
|                | Steinkreuz bei der Froschmühle        | Steinkreuz, Rest. siehe auch: Sühnekreuze.de                                                                         | Sandstein | 35:25:16                      | Mittelalterlich                | D-5-71-174-84  | Leutershausen / Froschmühle                   | 49° 18′ 32″ N, 10° 25′ 29″ O | als Baudenkmal gestrichen                         |
|                | Steinkreuz in Hinterholz (1)          | Steinkreuz, eingesunken. siehe auch: Sühnekreuze.de                                                                  | Sandstein | 37:52:19                      | Mittelalterlich                | -              | Leutershausen / Hinterholz                    | 49° 19′ 35″ N, 10° 27′ 56″ O |                                                   |
| weitere Bilder | Steinkreuz in Hinterholz (2)          | Steinkreuz, kleinere Abschläge an Kopf und Armen. siehe auch: Sühnekreuze.de                                         | Sandstein | 69:57:19                      | Mittelalterlich                | D-5-71-174-91  | Leutershausen / Hinterholz                    | 49° 19′ 35″ N, 10° 27′ 56″ O |                                                   |
| weitere Bilder | Steinkreuz in Mittelramstadt          | Steinkreuz, reparierte Bruchstelle unterhalb des Querbalkens. siehe auch: Sühnekreuze.de                             | Sandstein | ?                             | Mittelalterlich                | D-5-71-174-104 | Leutershausen / Mittelramstadt                | 49° 19′ 23″ N, 10° 25′ 43″ O |                                                   |
| weitere Bilder | Steinkreuz in Neunkirchen (1)         | Steinkreuz, größtes Kreuz der Gruppe. siehe auch: Sühnekreuze.de                                                     | Sandstein | 127:104:30                    | Mittelalterlich                | D-5-71-174-107 | Leutershausen / Neunkirchen b.Leutershausen   | 49° 18′ 3″ N, 10° 27′ 47″ O  |                                                   |
| weitere Bilder | Steinkreuz in Neunkirchen (2)         | Steinkreuz, ein Arm ist abgeschlagen. siehe auch: Sühnekreuze.de                                                     | Sandstein | 92:58:26                      | Mittelalterlich                | D-5-71-174-107 | Leutershausen / Neunkirchen b.Leutershausen   | 49° 18′ 3″ N, 10° 27′ 47″ O  |                                                   |
| weitere Bilder | Steinkreuz in Neunkirchen (3)         | Steinkreuz, ein Arm fehlt, der andere Arm ist stark verstümmelt siehe auch: Sühnekreuze.de                           | Sandstein | 45:51:19                      | Mittelalterlich                | D-5-71-174-107 | Leutershausen / Neunkirchen b.Leutershausen   | 49° 18′ 3″ N, 10° 27′ 47″ O  |                                                   |
| weitere Bilder | Steinkreuz in Neunkirchen (4)         | Steinkreuz, Fragment. siehe auch: Sühnekreuze.de                                                                     | Sandstein | 81:25:25                      | Mittelalterlich                | D-5-71-174-107 | Leutershausen / Neunkirchen b.Leutershausen   | 49° 18′ 3″ N, 10° 27′ 47″ O  |                                                   |
| weitere Bilder | Steinkreuz in Neunkirchen (5)         | Steinkreuz, stark gerundete Arme und gerundeten Kopf. siehe auch: Sühnekreuze.de                                     | Sandstein | 44:53:22                      | Mittelalterlich                | D-5-71-174-108 | Leutershausen / Neunkirchen bei Leutershausen | 49° 18′ 54″ N, 10° 27′ 49″ O |                                                   |
| weitere Bilder | Steinkreuz bei Schwand                | Steinkreuz, zwei parallel verlaufenden Einritzungen. siehe auch: Sühnekreuze.de                                      | ?         | ?                             | Mittelalterlich                | D-5-71-174-113 | Leutershausen / Schwand                       | 49° 17′ 22″ N, 10° 19′ 45″ O |                                                   |
|                | Steinkreuz bei Lichtenau              | Steinkreuz, Nachbildung. siehe auch: Sühnekreuze.de                                                                  | ?         | ?                             | 1501 / 2002 erneuert.          | -              | Lichtenau / -                                 | 49° 16′ 40″ N, 10° 40′ 39″ O | Lage unklar                                       |
|                | Steinkreuz bei Immeldorf              | Steinkreuz, Querbalken des Kreuzes nicht mehr vorhanden. siehe auch: Sühnekreuze.de                                  | Sandstein | 100:35:30                     | Mittelalterlich                | D-5-71-175-51  | Lichtenau / Immeldorf                         | 49° 16′ 42″ N, 10° 43′ 0″ O  |                                                   |
| weitere Bilder | Steinkreuz in Kirschendorf            | Steinkreuz. | ?         | ?                             | ?                              | -              | Lichtenau / Kirschendorf                      | 49° 15′ 46″ N, 10° 45′ 52″ O | Wiki commons                                      |
|                | Steinkreuz in Sankt Ulrich (1)        | Steinkreuz. siehe auch: Sühnekreuze.de                                                                               | Sandstein | 65:26:22                      | Spätmittelalterlich            | D-5-71-136-694 | Mönchsroth / Sankt Ulrich                     | 49° 2′ 35″ N, 10° 20′ 6″ O   |                                                   |
|                | Steinkreuz in Sankt Ulrich (2)        | Steinkreuz, Rest. siehe auch: Sühnekreuze.de                                                                         | Sandstein | 36:31:10                      | Spätmittelalterlich            | D-5-71-136-694 | Mönchsroth / Sankt Ulrich                     | 49° 2′ 35″ N, 10° 20′ 6″ O   |                                                   |
|                | Steinkreuz bei Södelbronn             | Steinkreuz. siehe auch: Sühnekreuze.de                                                                               | ?         | ?                             | Mittelalterlich                | D-5-71-181-13  | Neusitz / Södelbronn                          | 49° 21′ 17″ N, 10° 14′ 47″ O |                                                   |
|                | Steinkreuz bei Anfelden (1)           | Steinkreuz, aus mehreren Teilen zusammengesetzt. siehe auch: Sühnekreuze.de                                          | Sandstein | 62:56:21                      | Spätmittelalterlich            | D-5-71-183-16  | Oberdachstetten / Anfelden                    | 49° 24′ 20″ N, 10° 23′ 8″ O  |                                                   |
|                | Steinkreuz bei Anfelden (2)           | Steinkreuz, Fragment. siehe auch: Sühnekreuze.de                                                                     | Sandstein | ?                             | Spätmittelalterlich            | D-5-71-183-17  | Oberdachstetten / Anfelden                    | 49° 24′ 6″ N, 10° 23′ 5″ O   |                                                   |
|                | Steinkreuz bei Ohrenbach              | Steinkreuz. siehe auch: Sühnekreuze.de                                                                               | ?         | ?                             | Spätmittelalterlich            | D-5-71-188-7   | Ohrenbach / -                                 | 49° 27′ 51″ N, 10° 13′ 18″ O |                                                   |
|                | Steinkreuz bei Habelsee               | Steinkreuz, am Schaft eine Eisenklammer. siehe auch: Sühnekreuze.de                                                  | ?         | ?                             | Spätmittelalterlich            | D-5-71-188-16  | Ohrenbach / Habelsee                          | 49° 27′ 48″ N, 10° 15′ 10″ O |                                                   |
| weitere Bilder | Steinkreuz in Reichardsroth           | Steinkreuz. siehe auch: Sühnekreuze.de                                                                               | Kalkstein | ?                             | ?                              | -              | Ohrenbach / Reichardsroth                     | 49° 29′ 15″ N, 10° 11′ 4″ O  |                                                   |
|                | Steinkreuz bei Großhaslach            | Steinkreuz, gerundete Kanten. siehe auch: Sühnekreuze.de                                                             | Sandstein | 77:65:26                      | Mittelalterlich                | D-5-71-190-23  | Petersaurach / Großhaslach                    | 49° 20′ 32″ N, 10° 42′ 42″ O |                                                   |
|                | Steinkreuz in Großhaslach             | Steinkreuz, wuchtig. siehe auch: Sühnekreuze.de                                                                      | Sandstein | 131:85:36                     | Mittelalterlich                | D-5-71-190-22  | Petersaurach / Großhaslach                    | 49° 20′ 20″ N, 10° 43′ 45″ O |                                                   |
| weitere Bilder | Steinkreuz bei Rothenburg (1)         | Steinkreuz, östlicher Arm ist völlig abgeschlagen. siehe auch: Sühnekreuze.de                                        | Kalkstein | 74:38:22                      | Spätmittelalterlich            | D-5-71-193-112 | Rothenburg / -                                | 49° 23′ 37″ N, 10° 11′ 13″ O |                                                   |
| weitere Bilder | Steinkreuz bei Rothenburg (2)         | Steinkreuz, Schaft ist sehr kurz, vermutlich abgebrochen. siehe auch: Sühnekreuze.de                                 | Kalkstein | 60:92:25                      | Spätmittelalterlich            | D-5-71-193-688 | Rothenburg / -                                | 49° 22′ 18″ N, 10° 10′ 32″ O |                                                   |
| weitere Bilder | Steinkreuz bei Rothenburg (3)         | Steinkreuz, Schaft ist sehr kurz. siehe auch: Sühnekreuze.de                                                         | Kalkstein | 76:97:19                      | Spätmittelalterlich            | D-5-71-193-688 | Rothenburg / -                                | 49° 22′ 18″ N, 10° 10′ 32″ O |                                                   |
| weitere Bilder | Steinkreuz in Rothenburg (1)          | Steinkreuz, bis zur Mitte der Arme eingesunken. siehe auch: Sühnekreuze.de                                           | Kalkstein | 35:54:21                      | Spätmittelalterlich            | D-5-71-193-342 | Rothenburg / -                                | 49° 22′ 51″ N, 10° 10′ 34″ O |                                                   |
| weitere Bilder | Steinkreuz in Rothenburg (2)          | Steinkreuz, Kopf fehlt. siehe auch: Sühnekreuze.de                                                                   | Kalkstein | 35:74:19                      | Spätmittelalterlich            | D-5-71-193-342 | Rothenburg / -                                | 49° 22′ 51″ N, 10° 10′ 34″ O |                                                   |
| weitere Bilder | Steinkreuz in Rothenburg (3)          | Steinkreuz, bis zu den Armen eingesunken. siehe auch: Sühnekreuze.de                                                 | Kalkstein | 62:95:23                      | Spätmittelalterlich            | D-5-71-193-342 | Rothenburg / -                                | 49° 22′ 51″ N, 10° 10′ 34″ O |                                                   |
|                | Steinkreuz in Rothenburg (4)          | Steinkreuz. siehe auch: Sühnekreuze.de                                                                               | ?         | ?                             | ?                              | -              | Rothenburg ob der Tauber / -                  | 49° 22′ 39″ N, 10° 10′ 34″ O | Lage unklar                                       |
|                | Steinkreuz bei der Hansrödermühle     | Steinkreuz. | Kalkstein | ?                             | Spätmittelalterlich            | D-5-71-193-89  | Rothenburg ob der Tauber / Hansrödermühle     | 49° 22′ 23″ N, 10° 9′ 56″ O  |                                                   |
|                | Türkenkreuz                           | Steinkreuz, alte Bruchstelle. siehe auch: Sühnekreuze.de                                                             | Sandstein | 106:62:18                     | ?                              | -              | Rügland / -                                   | 49° 24′ 2″ N, 10° 35′ 36″ O  |                                                   |
|                | Steinkreuz bei Unternbibert (1)       | Steinkreuz, möglicherweise abgegangen. siehe auch: Sühnekreuze.de                                                    | ?         | ?                             | Mittelalterlich                | D-5-71-194-28  | Rügland / Unternbibert                        | 49° 25′ 35″ N, 10° 35′ 29″ O |                                                   |
|                | Steinkreuz bei Unternbibert (2)       | Steinkreuz, Antonius-Kreuzform. siehe auch: Sühnekreuze.de                                                           | Sandstein | 60:97:30                      | Mittelalterlich                | D-5-71-194-27  | Rügland / Unternbibert                        | 49° 25′ 30″ N, 10° 33′ 44″ O |                                                   |
|                | Steinkreuz bei Neureuth               | Steinkreuz. siehe auch: Sühnekreuze.de                                                                               | ?         | ?                             | Mittelalterlich                | D-5-71-198-40  | Schillingsfürst / Neureuth                    | 49° 17′ 37″ N, 10° 19′ 11″ O |                                                   |
|                | Steinkreuz bei Waldhäuslein           | Steinkreuz. siehe auch: Sühnekreuze.de                                                                               | Sandstein | ?                             | 16. Jahrhundert                | D-5-71-200-12  | Schopfloch / Waldhäuslein                     | 49° 6′ 36″ N, 10° 17′ 31″ O  |                                                   |
| weitere Bilder | Steinkreuz in Bettwar                 | Steinkreuz, in Friedhofsmauer vermauert. siehe auch: Sühnekreuze.de                                                  | Kalkstein | 55:74:25                      | Spätmittelalterlich            | D-5-71-205-15  | Steinsfeld / Bettwar                          | 49° 24′ 59″ N, 10° 9′ 9″ O   |                                                   |
| weitere Bilder | Steinkreuz bei Gattenhofen            | Steinkreuz. siehe auch: Sühnekreuze.de                                                                               | Kalkstein | 80:76:27                      | Mittelalterlich                | D-5-71-205-29  | Steinsfeld / Gattenhofen                      | 49° 24′ 13″ N, 10° 11′ 31″ O |                                                   |
|                | Steinkreuz bei Hartershofen           | Steinkreuz zum Andenken an Caspar Bruchius siehe auch: Sühnekreuze.de                                                | ?         | ?                             | 1557                           | D-5-71-205-36  | Steinsfeld / Hartershofen                     | 49° 25′ 57″ N, 10° 13′ 49″ O |                                                   |
|                | Steinkreuz in Wassertrüdingen         | Steinkreuz. siehe auch: Sühnekreuze.de                                                                               | ?         | ?                             | ?                              | -              | Wassertrüdingen / -                           | 49° 2′ 23″ N, 10° 35′ 48″ O  | Lage unklar                                       |
| weitere Bilder | Steinkreuz in Weidenbach              | Steinkreuz, wirkt es fast wie ein Scheibenkreuzstein. siehe auch: Sühnekreuze.de                                     | Sandstein | 70:65:25                      | Nachmittelalterlich            | D-5-71-216-41  | Weidenbach / -                                | 49° 12′ 3″ N, 10° 38′ 29″ O  |                                                   |
|                | Steinkreuz in Weihenzell (1)          | Steinkreuz. siehe auch: Sühnekreuze.de                                                                               | ?         | ?                             | Spät- oder nachmittelalterlich | D-5-71-217-11  | Weihenzell / -                                | 49° 21′ 39″ N, 10° 37′ 36″ O |                                                   |
|                | Steinkreuz in Weihenzell (2)          | Steinkreuz. siehe auch: Sühnekreuze.de                                                                               | ?         | ?                             | Spät- oder nachmittelalterlich | D-5-71-217-11  | Weihenzell / -                                | 49° 21′ 35″ N, 10° 37′ 37″ O |                                                   |
|                | Steinkreuz bei Haasgang               | Steinkreuz, stark beschädigt. siehe auch: Sühnekreuze.de                                                             | Sandstein | 83:90:23                      | 15. Jahrhundert                | D-5-71-217-19  | Weihenzell / Haasgang                         | 49° 23′ 42″ N, 10° 36′ 29″ O |                                                   |
|                | Steinkreuz bei Wernsbach (1)          | Steinkreuz. siehe auch: Sühnekreuze.de                                                                               | Sandstein | ?                             | Mittelalterlich                | D-5-71-217-33  | Weihenzell / Wernsbach                        | 49° 20′ 46″ N, 10° 36′ 4″ O  |                                                   |
|                | Steinkreuz bei Wernsbach (2)          | Steinkreuz. siehe auch: Sühnekreuze.de                                                                               | Sandstein | ?                             | Mittelalterlich                | D-5-71-217-32  | Weihenzell / Wernsbach                        | 49° 21′ 16″ N, 10° 36′ 10″ O |                                                   |
|                | Steinkreuz bei Wettringen             | Steinkreuz, Arm ist abgeschlagen. siehe auch: Sühnekreuze.de                                                         | Sandstein | 90:54:25                      | ?                              | -              | Wettringen / -                                | 49° 15′ 38″ N, 10° 7′ 5″ O   | Lage unklar                                       |
|                | Langmantelkreuz                       | Steinkreuz, Kopf und linker Arm rund abgestoßen. siehe auch: Sühnekreuze.de                                          | Kalkstein | 59:51:16                      | 1673                           | D-5-71-222-8   | Wettringen / Untergailnau                     | 49° 15′ 51″ N, 10° 10′ 10″ O |                                                   |
|                | Steinkreuz bei Lölldorf               | Steinkreuz, möglicherweise abgegangen. siehe auch: Sühnekreuze.de                                                    | Sandstein | ?                             | Mittelalterlich                | D-5-71-223-9   | Wieseth / Lölldorf                            | 49° 10′ 3″ N, 10° 26′ 42″ O  | als Baudenkmal gestrichen.                        |
|                | Steinkreuz in Lölldorf (1)            | Steinkreuz. siehe auch: Sühnekreuze.de                                                                               | ?         | ?                             | Mittelalterlich                | D-5-71-223-8   | Wieseth / Lölldorf                            | 49° 10′ 17″ N, 10° 26′ 41″ O |                                                   |
|                | Steinkreuz in Lölldorf (2)            | Steinkreuz. | Sandstein | ?                             | Mittelalterlich                | D-5-71-223-8   | Wieseth / Lölldorf                            | 49° 10′ 17″ N, 10° 26′ 42″ O |                                                   |
|                | Steinkreuz bei Cadolzhofen            | Steinkreuz, tief eingesunken. siehe auch: Sühnekreuze.de                                                             | Sandstein | 62:67:20                      | Spätmittelalterlich            | D-5-71-225-17  | Windelsbach / Cadolzhofen                     | 49° 23′ 0″ N, 10° 19′ 36″ O  |                                                   |
| weitere Bilder | Kepplinger Kreuz                      | Steinkreuz, es fehlen beide Arme. siehe auch: Sühnekreuze.de                                                         | Sandstein | 90:26:20                      | 1699                           | D-5-71-225-29  | Windelsbach / Nordenberg                      | 49° 23′ 56″ N, 10° 14′ 41″ O |                                                   |
|                | Kepplinger Kreuz (Nachbildung)        | Steinkreuz, Nachbildung vom Kepplinger Kreuz. siehe auch: Sühnekreuze.de                                             | Sandstein | 105:85:19                     | 1987                           | D-5-71-225-29  | Windelsbach / Nordenberg                      | 49° 23′ 56″ N, 10° 14′ 42″ O |                                                   |
| weitere Bilder | Spinnerin                             | Steinkreuz, wuchtig mit breiten Flächen- siehe auch: Sühnekreuze.de                                                  | Sandstein | 165:140:30                    | 1983 erneuert.                 | D-5-71-225-30  | Windelsbach / Nordenberg                      | 49° 23′ 53″ N, 10° 14′ 56″ O |                                                   |
|                | Lachenerkreuz                         | Steinkreuz. siehe auch: Sühnekreuze.de                                                                               | Sandstein | 63:67:19                      | ?                              | -              | Windelsbach / Preuntsfelden                   | 49° 24′ 37″ N, 10° 19′ 58″ O |                                                   |
|                | Steinkreuz bei Preuntsfelden          | Steinkreuz, Kanten sind leicht gerundet. siehe auch: Sühnekreuze.de                                                  | Sandstein | 97:93:22                      | ?                              | -              | Windelsbach / Preuntsfelden                   | 49° 23′ 59″ N, 10° 19′ 58″ O |                                                   |
|                | Steinkreuz in Preuntsfelden           | Steinkreuz, Kopf ist spitz zulaufend abgeschlagen. siehe auch: Sühnekreuze.de                                        | Sandstein | 74:60:23                      | Spätmittelalterlich            | D-5-71-225-38  | Windelsbach / Preuntsfelden                   | 49° 24′ 58″ N, 10° 20′ 22″ O |                                                   |
|                | Steinkreuz bei Windsbach              | Steinkreuz. siehe auch: Sühnekreuze.de                                                                               | ?         | ?                             | ?                              | -              | Windsbach / -                                 | 49° 14′ 29″ N, 10° 47′ 31″ O | Lage unklar                                       |
| weitere Bilder | Steinkreuz bei Brunn                  | Steinkreuz. siehe auch: Sühnekreuze.de                                                                               | Sandstein | 130:100:27                    | mittelalterlich                | D-5-71-226-63  | Windsbach / Brunn                             | 49° 16′ 15″ N, 10° 52′ 41″ O | Auch Schwedenkreuz genannt.                       |
|                | Steinkreuz bei Lanzendorf             | Steinkreuz. siehe auch: Sühnekreuze.de                                                                               | ?         | ?                             | ?                              | -              | Windsbach / Lanzendorf                        | 49° 18′ 22″ N, 10° 53′ 34″ O | Lage unklar                                       |
| weitere Bilder | Steinkreuz bei Untereschenbach        | Steinkreuz mit Svastika siehe auch: Sühnekreuze.de                                                                   | Sandstein | ?                             | Mittelalterlich                | D-5-71-226-85  | Windsbach / Untereschenbach                   | 49° 13′ 55″ N, 10° 51′ 37″ O |                                                   |
| weitere Bilder | Steinkreuz in Suddersdorf             | Steinkreuz. siehe auch: Sühnekreuze.de                                                                               | Sandstein | 145:105:30                    | Neuzeitlich                    | D-5-71-226-79  | Windsbach / Suddersdorf                       | 49° 16′ 41″ N, 10° 51′ 40″ O |                                                   |
| weitere Bilder | Steinkreuz in Wolframs-Eschenbach (1) | Steinkreuz, Fuß gebrochen siehe auch: Sühnekreuze.de                                                                 | Sandstein | 123:106:33                    | 1680                           | D-5-71-229-48  | Wolframs-Eschenbach / -                       | 49° 13′ 25″ N, 10° 43′ 23″ O |                                                   |
| weitere Bilder | Steinkreuz in Wolframs-Eschenbach (2) | Steinkreuz, Fuß gebrochen siehe auch: Sühnekreuze.de                                                                 | Sandstein | 84:83:25                      | 1680                           | D-5-71-229-48  | Wolframs-Eschenbach / -                       | 49° 13′ 25″ N, 10° 43′ 23″ O |                                                   |
| weitere Bilder | Steinkreuz in Wolframs-Eschenbach (3) | Steinkreuz, Kopf und Arme stark beschädigt und abgerundet. siehe auch: Sühnekreuze.de                                | Sandstein | 70:61:23                      | 1680                           | D-5-71-229-48  | Wolframs-Eschenbach / -                       | 49° 13′ 25″ N, 10° 43′ 23″ O |                                                   |
| weitere Bilder | Steinkreuz in Wolframs-Eschenbach (4) | Steinkreuz, Arme und Kopf sind beschädigt. siehe auch: Sühnekreuze.de                                                | Sandstein | 71:59:22                      | 1680                           | D-5-71-229-48  | Wolframs-Eschenbach / -                       | 49° 13′ 25″ N, 10° 43′ 23″ O |                                                   |
| weitere Bilder | Steinkreuz in Wolframs-Eschenbach (5) | Steinkreuz, stärkere Beschädigungen. siehe auch: Sühnekreuze.de                                                      | Sandstein | 68:47:21                      | 1680                           | D-5-71-229-48  | Wolframs-Eschenbach / -                       | 49° 13′ 25″ N, 10° 43′ 23″ O |                                                   |
| weitere Bilder | Steinkreuz in Wolframs-Eschenbach (6) | Steinkreuz, stark verstümmelt. siehe auch: Sühnekreuze.de                                                            | Sandstein | 71:72:36                      | ?                              | -              | Wolframs-Eschenbach / -                       | 49° 13′ 25″ N, 10° 43′ 23″ O |                                                   |
| weitere Bilder | Steinkreuz in Wolframs-Eschenbach (7) | Steinkreuz, starke Beschädigungen. siehe auch: Sühnekreuze.de                                                        | Sandstein | 54:55:24                      | ?                              | -              | Wolframs-Eschenbach / -                       | 49° 13′ 25″ N, 10° 43′ 23″ O |                                                   |
| weitere Bilder | Steinkreuz in Wolframs-Eschenbach (8) | Steinkreuz, kleinere Beschädigungen. siehe auch: Sühnekreuze.de                                                      | Sandstein | 54:80:17                      | ?                              | -              | Wolframs-Eschenbach / -                       | 49° 13′ 25″ N, 10° 43′ 23″ O |                                                   |

## Abgängige Steinkreuze
Diese Steinkreuze sind in der Literatur erwähnt aber bisher abgängig oder nicht mehr auffindbar.
- Steinkreuz bei Diebach, Ortsteil Unteroestheim. Mittelalterliches Steinkreuz am Weg nach Oberoestheim. Ursprünglich war es als Baudenkmal D-5-71-134-20 ausgewiesen.
- Steinkreuz bei Dinkelsbühl, Ortsteil Veitswend. Spätmittelalterliches Sandsteinkreuz etwa 300 m westlich des Ortsteiles. Ursprünglich war es als Baudenkmal D-5-71-136-719 ausgewiesen.
- Steinkreuz bei Dinkelsbühl, Ortsteil Waldeck. Spätmittelalterliches Steinkreuz, am südöstlichen Ortsrand. Ursprünglich war es als Baudenkmal D-5-71-136-721 ausgewiesen.
- Steinkreuz bei Heilsbronn, Ortsteil Göddeldorf. Steinkreuz nördlich der Ortschaft am Weg nach Müncherlbach, mittelalterlich. Ursprünglich war es als Baudenkmal D-5-71-165-82 ausgewiesen.
- Steinkreuz bei Schnelldorf, Ortsteil Hilpertsweiler. Steinkreuz, mittelalterlich. Ursprünglich war es als Baudenkmal D-5-71-199-7 ausgewiesen.
- Steinkreuz bei Windelsbach, Ortsteil Linden. Am Hinteren Schlag, wohl spätmittelalterlich. Am Südzipfel der Nordenberger Gemarkung gelegen. Ursprünglich war es als Baudenkmal D-5-71-225-31 ausgewiesen.